# Trifolium tumens
Trifolium tumens är en ärtväxtart som beskrevs av Friedrich August Marschall von Bieberstein. Trifolium tumens ingår i släktet klövrar, och familjen ärtväxter. Utöver nominatformen finns också underarten T. t. talyschense.